# 村国男依
村国 男依（むらくに の おより）は、飛鳥時代の人物。名は雄依、小依とも書く。姓は連。冠位は贈外小紫。子に志我麻呂がいる。
672年の壬申の乱で大海人皇子（天武天皇）に属して戦い、近江国方面の諸将の筆頭として連戦連勝し、最大の功を立てた。

## 出自
村国氏は美濃国各務郡の豪族である。『日本書紀』では一貫して「連」姓で記されるが、『続日本紀』大宝元年（701年）7月壬申条に「村国小依」とあることから、壬申の乱当時は姓を持たず、乱の功績で連を授かったとする説がある。

## 壬申の乱での活躍
男依は舎人として大海人皇子に仕えたと考えられている。壬申の乱で大海人皇子が挙兵を決断したとき、男依は吉野にいた皇子のそばにいた。皇子自身が行動をおこす2日前、6月22日に、村国連男依は和珥部君手、身毛広と三人で美濃に先行するよう命じられた。彼らの任務は、安八磨郡（安八郡）の湯沐令多品治に連絡し、まずこの郡を挙兵させることであった。彼らは無事にその任を果たし、美濃の兵3千が大海人皇子のために不破道を塞いだ。男依は駅馬でとって返し、26日に伊勢国朝明郡の郡司のそばで大海人皇子に成功を報じた。これにより近江大津宮にいた大友皇子は東国との連絡を遮断され、東国の兵力は大海人皇子の手に帰すことになった。
不破関に入って美濃と東国全般を勢力下におさめた大海人皇子は、7月2日に軍をそれぞれ数万の二手にわけ、一方を倭（大和国）に向かわせ、他方を近江に投入した。男依は近江方面の軍の将となった。『日本書紀』は男依をこの軍の主将とは明言せず、総司令官の役目は高市皇子にあったと考える学者もいる。しかし、以後の記述で近江方面の軍をさすときに、書紀は「男依等」と記し、他の将を挙げない。男依を第一と位置づける評価の表れであろう。
近江に入った男依らの軍は、7日に息長の横河で大友皇子方の軍と戦って勝ち、敵将境部薬を斬った。9日に敵将秦友足を鳥籠山で破り、斬った。13日には安河の浜で戦って大勝し、社戸大口と土師千島を捕らえた。17日には、近江国府がある栗太郡の兵を破った。こうして連戦連勝を重ねて、22日に近江京を目前にする瀬田に至った。瀬田橋の対岸には大友皇子が群臣と共に大軍を率いて陣を敷いた。男依らの軍はこの日の激戦に勝ち、対岸の粟津岡を占領した。翌23日に追撃を続けて犬養五十君と谷塩手を粟津市で斬ると、大友皇子は山前で自殺した。

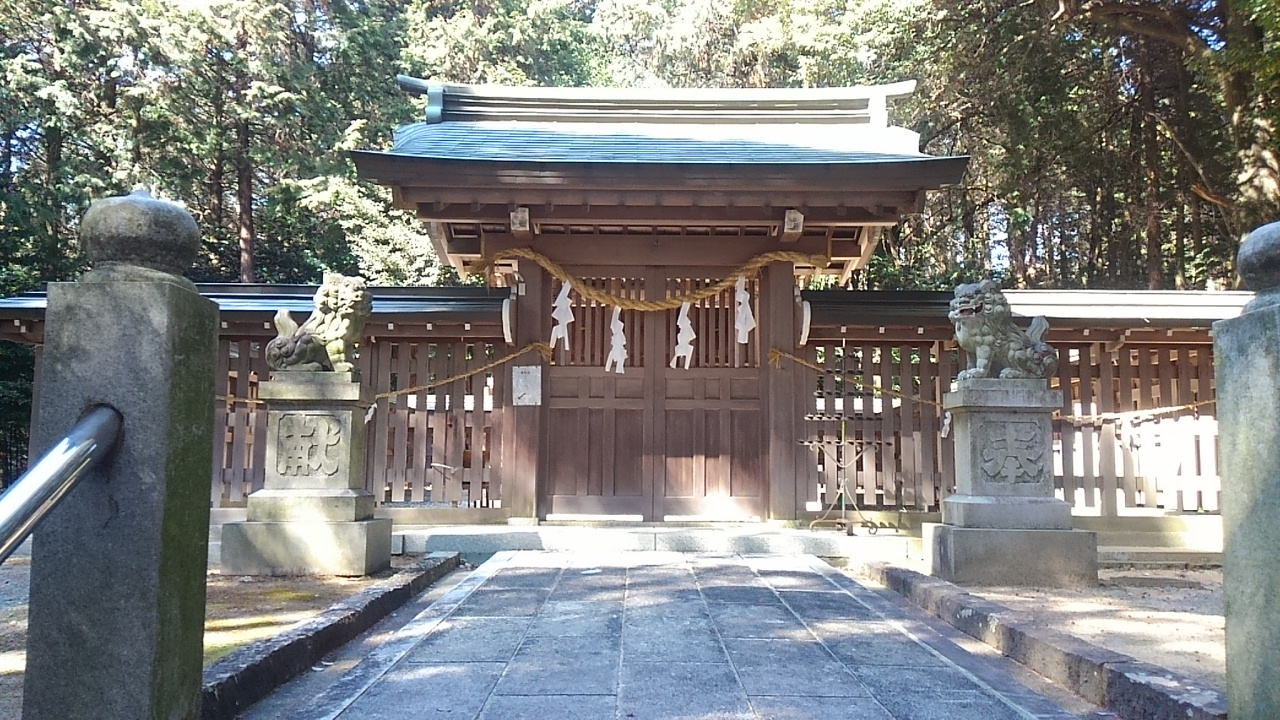
村国男依を祀る岐阜県各務原市の村国神社

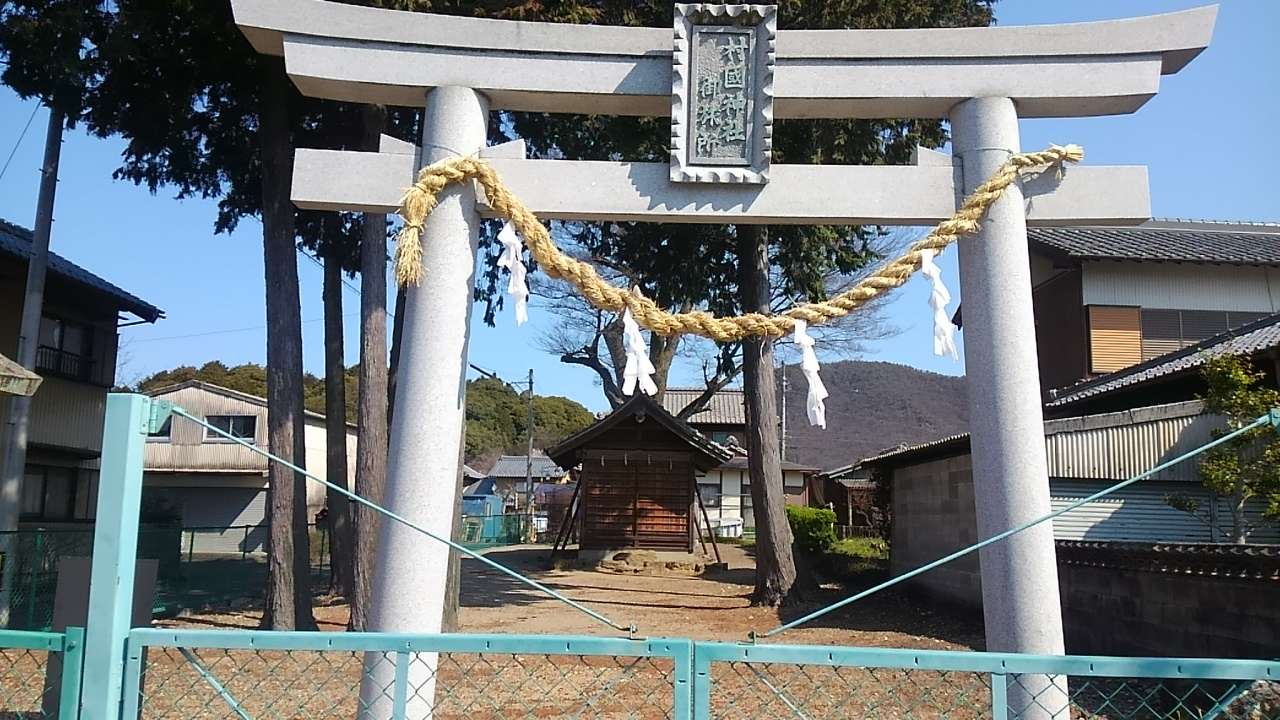
村国男依墓所伝承地

## 功臣のその後
『日本書紀』は戦後行賞の記事で個人名をあげないが、12月4日に勲功ある人を選んで冠位を増し、小山位以上をあたえたとする記事があるので、男依が受けた位もこれ以上ではあっただろう。『続日本紀』大宝元年 (701年) 7月21日条は、先朝が壬申の論功をおこなったときに村国小依が120戸の封を賞として与えられたことを伝える。小依（男依）の120戸は最多である。だが、地方豪族出身である男依らが、功によって中央の要職を占めることはなかった。
村国連雄依は天武天皇5年（676年）7月に死去した。壬申の際の功により、外小紫が贈られた。小紫は高位だが、外位である。地方出身で出自が低い者を中央の貴族と同列にするわけにはいかないが、彼等の功績は高く顕彰したいという考慮から、「外」という位が作られたと推測されている。
霊亀2年（716年）3月8日に、村国連小依の功績によって息子の志我麻呂が田を与えられた。